# Рубин Чёрного принца
Руби́н Чёрного при́нца — знаменитый исторический драгоценный камень из коллекции британской короны, полированный кристалл красной благородной шпинели. В настоящее время установлен в передний крест короны Британской империи, выше алмаза Куллинан-II. Первые достоверные сведения об этом камне относятся к XVIII веку, когда его установили в корону Георга I, однако легенды относят его появление в сокровищнице английских королей к XIV веку.
Масса рубина Чёрного принца согласно оценке, произведённой компанией Garrards в 1852 году, составляет около 170 карат — точный вес не удалось определить потому, что взвешивание производилось вместе с золотой оправой. Линейные размеры камня — 43,3 × 38,8 × 20,1 мм. В нём просверлено два сквозных отверстия, одно из которых проходит по всей длине. Отверстие на стороне, обращённой к зрителю, замаскировано небольшим кабошоном рубина.
Вводящее в заблуждение название «рубин» является данью традиции, по которой так называли любые красные драгоценные камни, хотя европейцы умели различать рубин, шпинель и гранат по крайней мере с XII века. В большинстве описей и хроник в отношении этого камня употреблено слово balas или ballace, которое происходит от европейского названия Бадахшана — Balascia. Именно Бадахшан был основным источником шпинели с античности и до новейшего времени.

## История

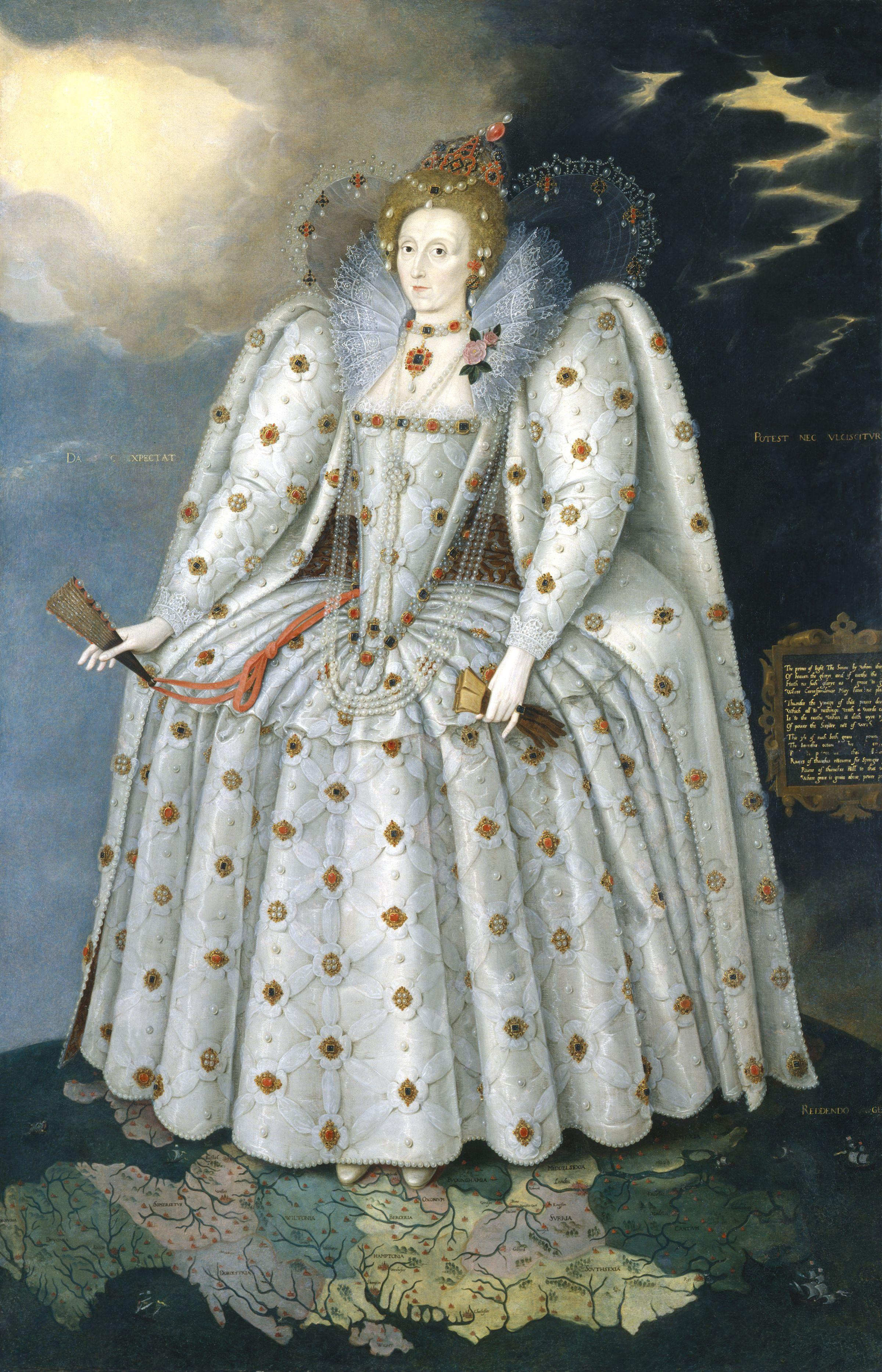
Портрет Елизаветы I, Маркус Герардс Младший, около 1592 года.
Крупный красный драгоценный камень, венчающий головной убор королевы, предположительно является рубином Чёрного принца.

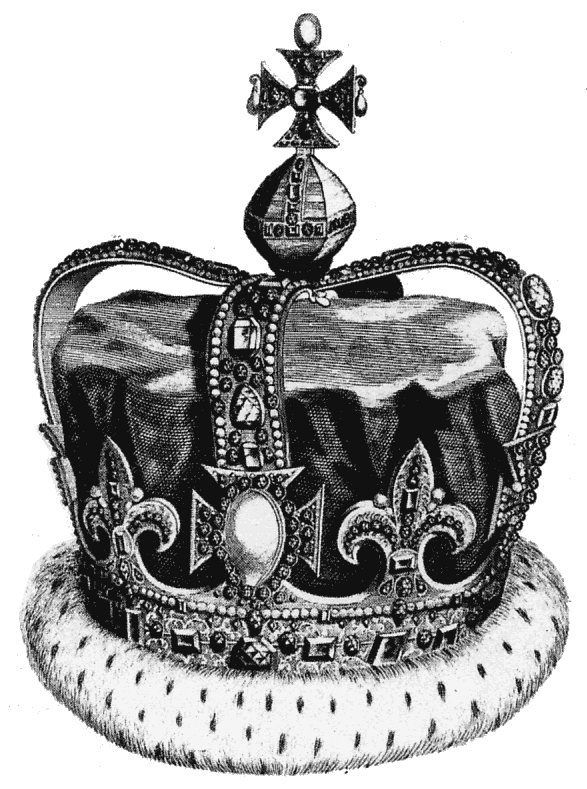
Рисунок Государственной короны Карла II из описания коронации Якова II, 1685 год.

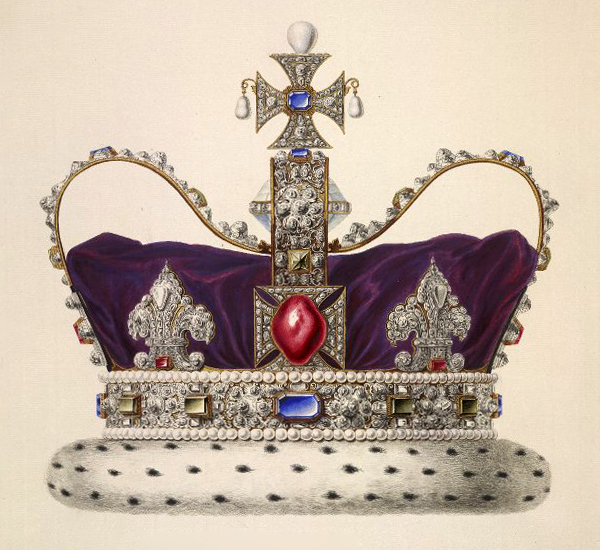
Акварельное изображение Государственной короны Георга I, Бернард Ленс III, 1731 год.

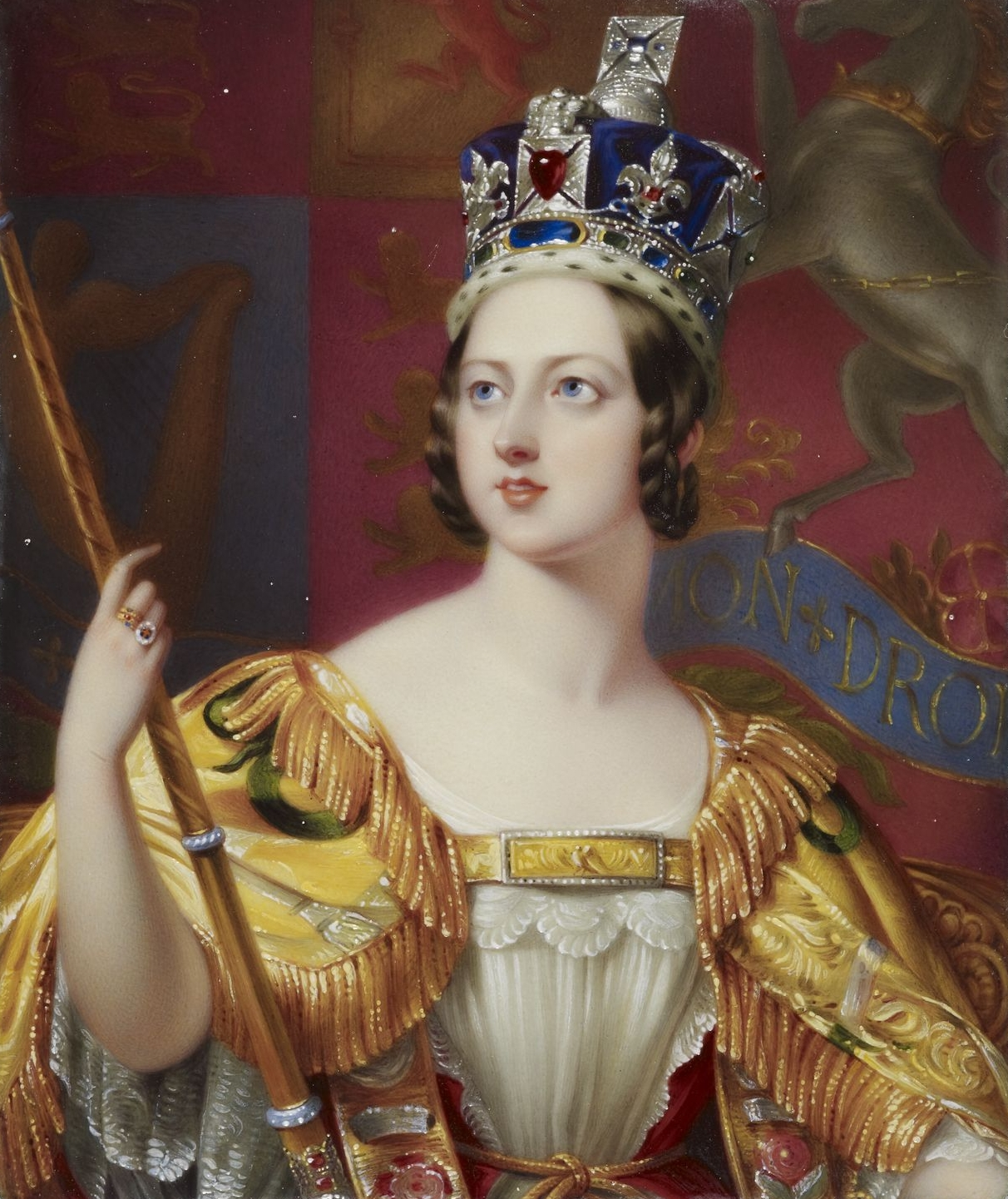
Портрет королевы Виктории, Джордж Хейтер, 1838 год (фрагмент). Королева изображена в Короне Британской империи.

Ранняя история рубина Чёрного принца не задокументирована. Возможно, первым документом, в котором он упоминается, является Книга драгоценностей Генриха VIII — опись королевских драгоценностей, первая рукопись которой датирована 1521 годом. Она начинается с «королевской короны из золота», и среди большого количества драгоценных камней в ней был «большой сломанный балас» (a greate balace brooken). Определение «сломанный» может относиться к оборотной стороне рубина Чёрного принца, которая выглядит обколотой, или к просверленным в камне отверстиям — например, Шекспир в своей пьесе «Генрих VIII» использовал слово broken («сломанный») как эквивалент слова broached («прошитый»). Эта корона сохранилась до низложения и казни Карла I, но на его коронационном портрете она изображена без особо крупного красного камня, который, вероятно, сняли с короны в промежутке между составлением Книги драгоценностей и коронацией Карла I.
Другой похожий балас, «большой и очень драгоценный», в 1515 году преподнёс жене Генриха VIII Екатерине Арагонской посол короля Фердинанда Арагонского. Мать Екатерины, королева Кастилии Изабелла I, владела множеством впечатляющих драгоценностей, включая «два баласа размером с голубиное яйцо» и «большой балас размером с теннисный мяч». Возможно, драгоценный камень, привезённый в Англию, был одним из них.
В маленькой короне, сделанной для Эдуарда VI королевским ювелиром Эверардом Эвердайсом по приказу герцога Сомерсетского, мондом был большой красный камень, который описывается как «большой балас весом в унцию и один пеннивейт». Исходя из того, что в унции 150 карат, вес этого камня был 157½ английского карата (≈161¾ современного карата). В 1649 году этого камня в короне уже не было, она содержала только два рубина, которые вместе оценивались в относительно скромные 43 фунта стерлингов.
Похожий на рубин Чёрного принца камень попадает в поле зрения историков во время правления Елизаветы I. Шотландский дипломат сэр Джеймс Мелвилл упоминал «прекрасный рубин размером с теннисный мяч», который Елизавета показала ему в 1564 году. На так называемом портрете Дитчли, написанном Маркусом Герардсом Младшим около 1592 года, Елизавета изображена в сложном головном уборе, который венчает крупный красный драгоценный камень, по всей видимости пронзённый булавкой — в рубине Чёрного принца есть отверстие, с помощью которого можно это сделать. При этом большой балас с отверстием на протяжении всего правления Елизаветы находился также и в короне Тюдоров, он упоминается в этой короне как в описи 1574 года, так и в описи 1596 года. После смерти Елизаветы I также была составлена опись её драгоценностей, и первой в списке была «имперская корона», у которой «на вершине очень большой просверленный балас».
При Кромвеле все существовавшие на тот момент английские короны, в том числе имперская корона Тюдоров и маленькая корона Эдуарда VI, были разобраны, и следы упомянутых выше драгоценных камней теряются. В корону, изготовленную для коронации Карла II, вновь был установлен большой красный драгоценный камень, но его происхождение неясно (возможно, он был куплен специально для коронации). В дальнейшем этой короной пользовались Яков II и Вильгельм III. Геральдист Фрэнсис Сэнфорд в своём описании коронации Якова II писал о ней: «наиболее удивительным является чудесный большой рубин, установленный в середине одного из четырёх крестов, оценённый в десять тысяч фунтов стерлингов». Труд Сэнфорда содержит иллюстрацию, на которой изображена эта корона; драгоценный камень на ней не совпадает по форме с рубином Чёрного принца, но это может быть следствием неточности художника.
В правление Вильгельма III и Марии II большой рубин с Государственной короны был перемещён на корону Марии Моденской, которой пользовалась Мария II — в знак того, что она была не просто супругой короля, а равной своему мужу в почестях и обязанностях королевской власти. Большой красный драгоценный камень в короне изображён на некоторых портретах королевы Анны, которая тоже использовала корону Марии Моденской.
30 апреля 1698 года русский царь Пётр I, посетивший во время своего Великого посольства Англию, подарил королю Вильгельму III «необработанный рубин, который величайшие ювелиры Амстердама (как евреи, так и христиане) оценили в десять тысяч фунтов стерлингов». Об этом сообщил в своём письме к Артуру Чарлетту английский учёный-палеограф Хамфри Уэнли, который был свидетелем этого события. Камень был просверлен. Уэнли упомянул также о желании короля после полировки поместить подарок русского царя на вершину Имперской короны Англии, но неизвестно, осуществил ли Вильгельм это намерение.
Для коронации Георга I изготовили новую корону, которая включала в себя некоторые драгоценные камни и жемчуг из старой короны, в том числе рубин Чёрного принца. Это первое достоверное его появление на страницах истории. Сохранилось акварельное изображение короны Георга I в её первозданном виде, сделанное придворным миниатюристом короля Бернардом Ленсом III. Рубин Чёрного принца в 1814 году покинул её на некоторое время, когда Георг IV, будучи тогда ещё принцем-регентом, подарил его своей дочери, принцессе Шарлотте Уэльской, но в 1821 году Шарлотта умерла, и камень вернулся на место. Последним монархом, который пользовался короной Георга I, был Вильгельм IV. Для королевы Виктории в 1838 году изготовили новую Государственную корону, для чего использовали камни, вынутые из короны Георга I. В 1937 году камни были перемещены в практически идентичную корону, изготовленную для коронации короля Георга VI. В этой короне рубин Чёрного принца находится по сей день.

## Легенды
С рубином Чёрного принца связан ряд легенд, благодаря одной из которых он получил само своё имя. Эти легенды не подтверждаются документально, хотя для их опровержения тоже не хватает достоверных исторических сведений.

### Красный король и Чёрный принц
Легенда, описывающая попадание камня в сокровищницу английских королей, относит это событие к XIV веку и связана с войнами на Пиренейском полуострове. В те времена Испания была разделена между соперничающими христианскими и мусульманскими государствами. Гранадский эмир Мухаммад VI, известный за свои рыжие волосы под прозвищем Красный король или аль-Ахмар, противостоял союзу своего троюродного брата Мухаммада V и короля Кастилии Педро I, также известного истории как дон Педро Жестокий. Желая закончить войну, в 1362 году Мухаммад VI отправился на встречу с доном Педро и взял с собой то, что Хосе Антонио Конде описал как «самые богатые и драгоценные сокровища, которые у него были, а также изумруды и баласы». Гранадский историк Ибн аль-Хатиб писал: «Он мог с тем же успехом броситься в пасть голодному тигру, жаждущему крови; ибо как только неверный пёс бросил взгляд на бесчисленные сокровища, которые Мухаммад и вожди привезли с собой, он задумал злой замысел убить их и присвоить их богатства». На переговорах эмир Мухаммад VI был убит, и дон Педро Жестокий захватил его драгоценности. Легенда утверждает, что среди них был тот камень, который ныне украшает корону Британской империи. Действительно, среди сокровищ Красного короля были крупные шпинели. Сразу же после убийства эмира Педро написал завещание, в котором перечислялись многочисленные драгоценности, украшенные баласами, в том числе два шейных украшения, каждое с «очень большим баласом» (un balax muy grande), специально отмеченные как принадлежавшие Мухаммаду VI. Но они были завещаны старшим дочерям дона Педро, Беатрис и Констансе, что не согласуется со второй частью легенды.
Когда в 1366 году единокровный брат дона Педро граф Энрике де Трастамара, поддержанный французами и арагонцами, начал восстание в борьбе за власть, Педро бежал в Аквитанию, чтобы попросить помощи у аквитанского герцога — сына английского короля Эдуарда III, принца Эдуарда, в позднейшей историографии известного под романтическим прозвищем Чёрный принц, которого он при жизни не носил. 23 сентября 1366 года Педро, Эдуард и присоединившийся к ним король Наварры Карл Злой заключили Либурнский договор. По этому договору англичане и наваррцы обязывались восстановить Педро на кастильском престоле, а тот в свою очередь должен был после удачного завершения войны передать Гипускоа, Алаву и 200 тысяч золотых флоринов Карлу Злому, а Бискайю и 550 тысяч флоринов — принцу Эдуарду. Вместе союзники разбили Энрике в битве при Нахере, вынудив его скрыться во Франции, но вскоре стало очевидно, что Педро не в состоянии заплатить обещанные деньги. Английский принц отказался от продолжения кампании и покинул Испанию, а вернувшийся с новой армией Энрике в конце концов одержал победу в гражданской войне и убил Педро.
После битвы при Нахере Педро, тем не менее, передал Эдуарду некоторые ценности, но среди них не было баласов Мухаммада, которые, как упоминалось выше, были завещаны дочерям Педро. Французский военачальник Бертран дю Геклен по прозвищу Чёрный пёс Броселианда, который при Нахере сражался против Педро и Эдуарда и попал в плен, писал впоследствии, что самым ценным сокровищем дона Педро был удивительной красоты инкрустированный драгоценными камнями стол из золота и серебра, который могли нести не меньше четырёх человек. Этот стол был не из числа сокровищ Мухаммада VI — его приобрёл ещё прадед Педро Жестокого, получив его как выкуп за захваченного в плен эмира Гранады. В его центре находился une grosse escarboucle (большой карбункул, то есть красный камень), который, согласно описаниям, обладал двумя замечательными свойствами: ночью он сиял с такой же яркостью, как среди бела дня, и чернел, когда находился рядом с ядом. По словам дю Геклена, дон Педро подарил этот необычный стол принцу Эдуарду.
Завещание Чёрного принца включало «…наш большой стол из золота и серебра, полный драгоценных реликвий, а в середине крест из дерева Святого Креста». По всей видимости, это тот самый стол, который Эдуарду подарил дон Педро Жестокий, но большого красного камня посередине на момент составления завещания уже не было. Если он был вынут и хранился отдельно, то не исключено, что это действительно была та красная шпинель, которая сейчас известна как рубин Чёрного принца. Однако есть ещё один путь, по которому такой камень мог попасть в руки английских королей. Одна из дочерей Педро Жестокого, Констанса, которой был завещан один из больших баласов Мухаммада аль-Ахмара, стала женой Джона Гонта — младшего брата Эдуарда Чёрного принца. Также крупный балас упоминается в «короне Испании», которую в 1377 году среди других драгоценностей заложил Лондонскому Сити Эдуард III в счёт обеспечения кредита в 5000 фунтов стерлингов. При её оценке было отмечено, что шесть больших баласов и 40 маленьких жемчужин были (или должны были быть) перемещены в «Великую корону», поэтому, возможно, она была разобрана. Возможно, эту корону привёз в Англию принц Эдуард, но этому нет подтверждения, и она также могла попасть в Англию через Констансу, как претендентку на кастильский престол. Самый большой балас в короне весил 181 карат и оценивался в 5 марок за карат (905 марок или 603,33 фунта стерлингов). Вес средневекового карата точно не известен, но во всяком случае это тот же порядок величин, что и 170 карат — оценочный вес рубина Чёрного принца. Впрочем, не существует никаких надёжных свидетельств, которые позволили бы без сомнения возвести историю рубина Чёрного принца к камню из «короны Испании», камню Констансы или камню из стола дона Педро.
Первое предположение о связи между крупной шпинелью в имперской государственной короне и Чёрным принцем появилось только через столетие после коронации Карла II. Британский политик Хорас Уолпол, выдающийся историк искусства, в 1765 году описал портрет молодого человека в украшенной драгоценным камнем шляпе с рукописной заметкой на обороте, в которой говорилось, что на нём изображен Чёрный принц. Эта записка была написана английским политиком Артуром Онслоу, который получил картину из замка Бетчуорт в графстве Суррей. В 1775 году была напечатана гравюра с этим портретом, но судьба оригинала картины остаётся неизвестной. Никаких дополнительных документов, подтверждающих идентификацию изображённого человека как Чёрного принца, не приводилось. В 1786 году Ричард Гоф указал, что «восстающий лев, как здесь [на его тунике], не является ни гербом, ни нашлемником Чёрного принца». Овальная форма изображённого на портрете камня также не совпадает с формой камня из короны Британской империи.
В 1845 году английский писатель Ричард Форд опубликовал свой обширный труд «A Hand-Book for Travellers in Spain», в котором ошибочно утверждал, что дон Педро Жестокий передал принцу Эдуарду часть обещанной суммы в виде одного из баласов, захваченных у Мухаммада аль-Ахмара. Это утверждение, подкрепляемое большим авторитетом Форда, было многократно процитировано другими авторами и легло в основу легенды о рубине Чёрного принца.

### Битва при Азенкуре

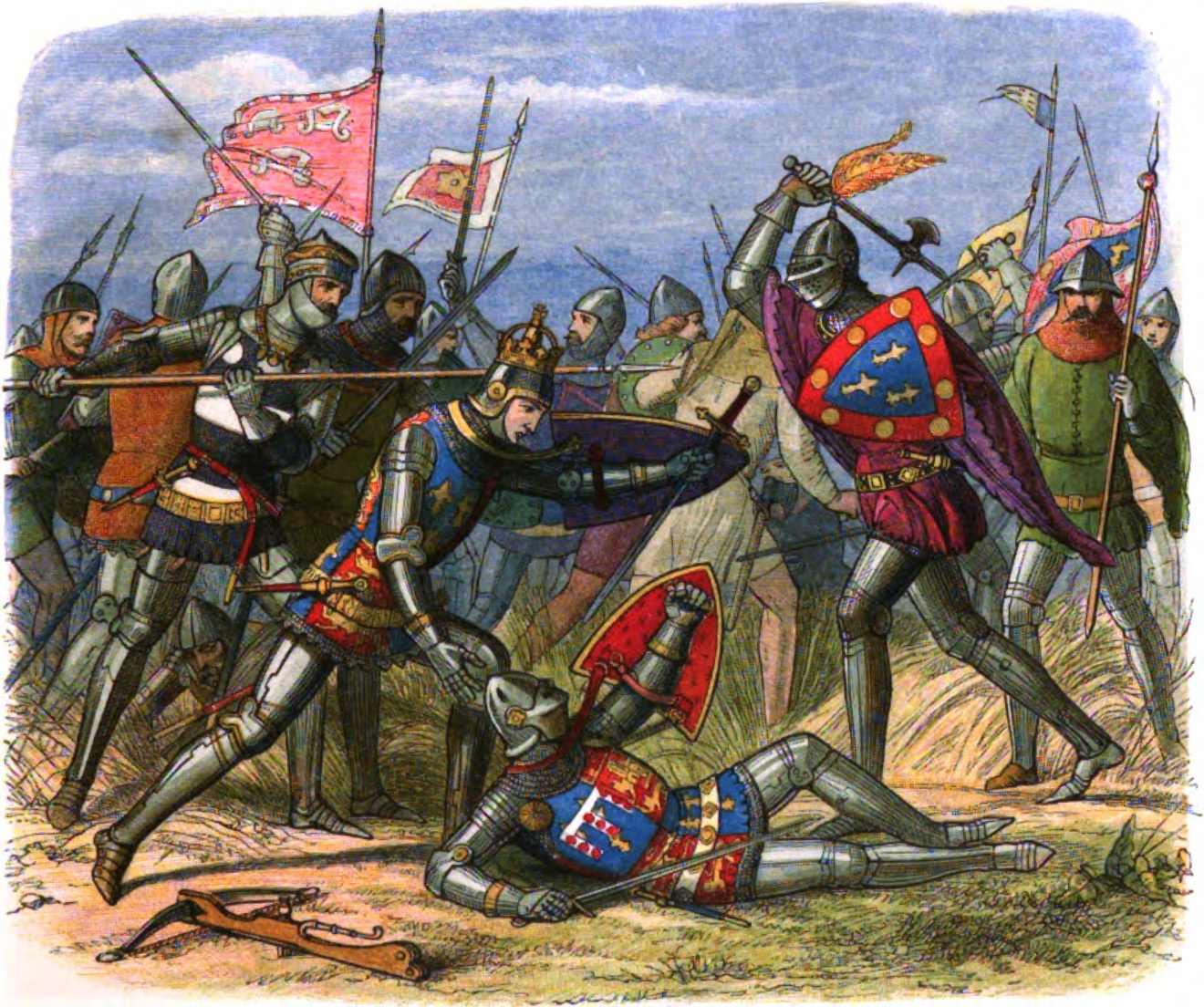
Генрих V получает удар в битве при Азенкуре, иллюстрация Джеймса Дойла

В 1415 году после провала мирных переговоров с французами английский король Генрих V вторгся во Францию. Важнейшим сражением этой кампании была битва при Азенкуре 25 октября 1415 года, в которой Генрих носил поверх шлема специальную золотую корону — чтобы его можно было узнать в суматохе битвы. Согласно легенде, эту корону украшал рубин Чёрного принца, и якобы он даже спас жизнь королю, когда того ударили топором по голове. Исторические источники подтверждают, что по короне пришёлся удар. Английский хронист Томас Элмхем в своей «Рифмованной книге о Генрихе V» всего через три года после битвы при Азенкуре писал, что корона короля была срублена топором с его шлема. То же самое сообщают сражавшийся при Азенкуре на стороне англичан бургундец Жан Лефевр в своей «Хронике, или Истории короля Франции Карла VI» и французский историк Жан де Ваврен в труде «Собрание староанглийских хроник». Хотя эти описания немного различаются, оба они говорят, что группа из 18 французских рыцарей поклялась сбить корону с головы короля или умереть при попытке. И, по словам Лефевра, «один из них с топором в руке ударил по бацинету короля так сильно, что удар оторвал один из зубцов его короны». Несколько более поздняя хроника добавляет, что в битве «была сломана часть его короны, которую впоследствии нашли и принесли ему». Ангерран де Монстреле (который писал свою хронику спустя почти тридцать лет после битвы) приписывает удар Жану I, герцогу Алансонскому.
В некоторых отчётах о битве корона на шлеме Генриха V упоминается, как украшенная драгоценными камнями, а в 1423 году, во время правления его сына Генриха VI, была сделана опись королевских драгоценностей, которая включает золотую бацинетную корону. Она описывается, как украшенная многочисленными драгоценными камнями и жемчугом, причем четыре баласа оцениваются в довольно большую сумму — 133 фунта стерлингов 6 шиллингов 8 пенсов. Это могла быть та корона, которую Генрих V носил при Азенкуре. Тем не менее, нет никакого конкретного упоминания об особенно большом баласе в связи с Генрихом V и битвой при Азенкуре — среди четырёх камней, украшавших описанную в 1423 году бацинетную корону, ни один не выделяется особо, а сумма, в которую их оценили, предполагает, что ни один из них не достигал размера рубина Чёрного принца. Однако непосредственно перед войной Генрих вёл переговоры с венецианцами о покупке крупного баласа, вес которого по стоимости оценивается от 138 до 207 карат; король хотел, чтобы этот камень был установлен на его новой короне, которая должна была быть готова к его свадьбе с Екатериной Французской, но из-за провала мирных переговоров Генрих женился на Екатерине только после победы в войне, и неизвестно, состоялась ли в итоге сделка.
В начале XX века хранитель Дома драгоценностей в Тауэре, Джордж Янгхазбенд, который популяризировал версию о присутствии рубина Чёрного принца на поле боя в Азенкуре, высказал также мнение о том, что этот камень мог находиться в короне Ричарда III, потерянной им в битве при Босворте и преподнесённой новому королю Генриху VII сэром Уильямом Стэнли. Эту версию в связи с полным отсутствием документальных свидетельств критиковал Эдвард Туайнинг.

### Оливер Кромвель
После Английской революции XVII века лорд-протектор Оливер Кромвель приказал разобрать все королевские регалии (кроме коронационного трона), драгоценные камни продать, а золото отдать на переплавку для чеканки монеты. Парламентский список продаж драгоценностей короны упоминает под 1649 годом «пронзённый рубин-балас, завёрнутый в бумагу», проданный частному лицу всего за четыре фунта стерлингов, а также «горный рубин» (Rock Ruby), проданный за 15 фунтов. Часто повторяется история о том, что какой-то из этих камней был рубином Чёрного принца, и его купил некий тайный роялист, который вернул его короне после реставрации Стюартов. Это почти наверняка неверно. Список полковника Дава, составленный параллельно с официальным парламентским списком проданных драгоценностей, перечисляет много рубинов, которые были проданы в зависимости от их размера за сумму от трёх до шести фунтов стерлингов, что свидетельствует о том, что это скорее всего были небольшие камни, снятые с короны Тюдоров, и проданный за четыре фунта рубин-балас был одним из них; термин rock ruby же относился не к шпинели, а к гранату. Некоторые исследователи связывают рубин Чёрного принца с «большим восточным рубином», который для ношения на коронации был куплен от имени короля Карла II Гилбертом Толботом у ювелира Уильяма Гомелдона. Также существует предположение, что рубин Чёрного принца был случайно «спасён», будучи среди драгоценностей короны, заложенных Генриеттой Марией (женой Карла I) в начале 1640-х годов, чтобы помочь финансировать борьбу против парламентариев, поскольку продать некоторые из наиболее ценных предметов оказалось слишком сложно.